# Bruno Gerber
Bruno Gerber (ur. 23 sierpnia 1964 w Rothenfluh) – szwajcarski bobsleista, pięciokrotny medalista mistrzostw świata.

## Kariera
Pierwsze sukcesy w karierze osiągnął w 1989 roku, kiedy podczas mistrzostw świata w Cortinie d'Ampezzo wywalczył dwa medale. Najpierw w parze z Gustavem Wederem zajął drugie miejsce w dwójkach. Następnie wspólnie z Wederem, Curdinem Morellem i Lorenzem Schindelholzem zwyciężył w czwórkach. Na rozgrywanych rok później mistrzostwach świata w St. Moritz w tym samym składzie Gerber był najlepszy w obu konkurencjach. Ostatni medal zdobył podczas mistrzostw świata w Altenbergu w 1991 roku, gdzie ze swoją osadą był drugi w czwórkach. W 1992 roku na wystartował na igrzyskach olimpijskich w Albertville, zajmując piąte miejsce w czwórkach.